# Kourou (fleuve)
Pour l’article homonyme, voir Kourou.
Le Kourou est un fleuve de Guyane. La ville de Kourou se situe à son embouchure dans l'océan Atlantique. Son estuaire abrite le port de plaisance.

## Géographie
Le Kourou mesure 143,7 kilomètres de long. La couleur de ses eaux est, comme c'est le cas de nombreux fleuves et rivières d'Amazonie, brune en raison des sédiments apportés depuis la forêt. Ces eaux abritent de nombreuses espèces de poissons souvent utilisées dans la cuisine guyanaise.
Ces eaux sont très polluées (notamment à cause du mercure présent dans l'eau à cause de l'orpaillage clandestin dans la forêt guyanaise), comme c'est le cas pour beaucoup de fleuves de Guyane.
Quatre points remarquables se succèdent sur son cours, de l'amont vers l'aval :
- le saut Léodate,
- la roche Léodate,
- la roche Génipa,
- le saut Gorigo.

## Affluents
Liste des affluents de l'amont vers l'aval, de l'embouchure à la source.
| - Rive gauche 1. la Crique Passoura 2. la Crique Papinaba 3. la Crique Soukoumou 4. La Crique Partforce et la Crique Crime 5. le Bistouri 6. la Crique Couy (Ouibo) 7. la Crique Gorigo 8. la Crique Fosé 9. la Crique Campi 10. la Crique Sinnamary | - Rive droite 1. la Crique Guatemala 2. La Crique des Pères 3. la Crique des Singes Rouges 4. la Crique Caïman 5. la Crique Balata 6. la Crique Janson 7. la Crique Julien 8. la Crique Bois Blanc 9. la Crique Montagne Penchée 10. la Crique Galibi et la Crique Samuel 11. la Crique Jacques 12. la Crique Nationale |

## Écologie

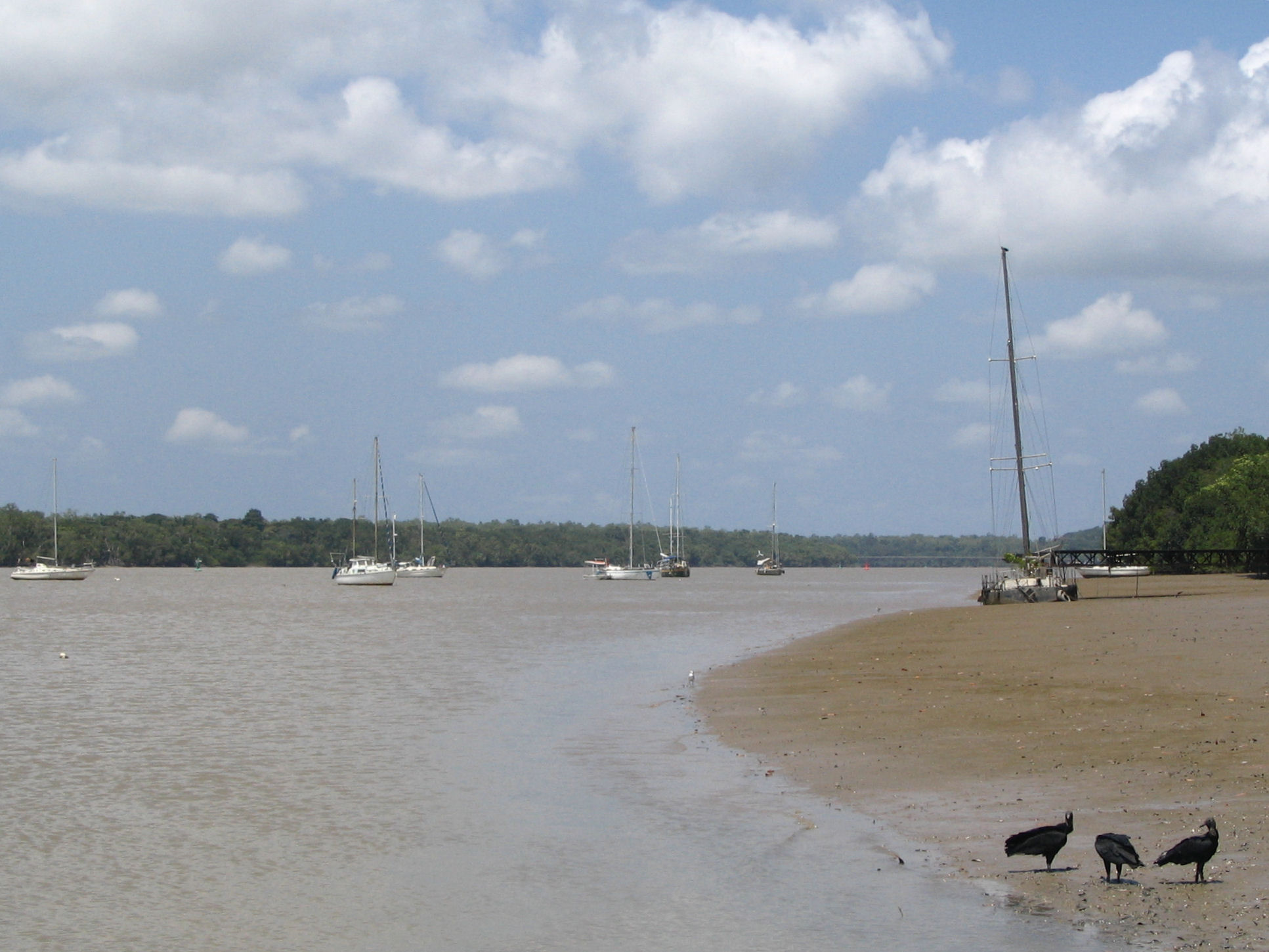
Trois urubus noirs sur les rives du Kourou.

L'urubu noir fréquente les rives du fleuve Kourou.